# ألدو كالولو
ألدو كالولو (بالفرنسية: Aldo Kalulu)‏ (21 يناير 1996 بليون في فرنسا - ) هو لاعب كرة قدم فرنسي في مركز الهجوم. شارك مع منتخب فرنسا تحت 18 سنة لكرة القدم. أما مع النوادي، فقد لعب مع أولمبيك ليون وستاد رين ونادي سوشو.

## وصلات خارجية
- ألدو كالولو على موقع الاتحاد الأوربي (الإنجليزية)
- ألدو كالولو على موقع قاعدة بيانات كرة القدم.إي يو (الإنجليزية)
- ألدو كالولو على موقع ليكيب (الفرنسية)
- ألدو كالولو على موقع ناشيونال فوتبول تيمز (الإنجليزية)
- ألدو كالولو على موقع Soccerbase.com (لاعب) (الإنجليزية)
- ألدو كالولو على موقع Soccerway.com (الإنجليزية)
- ألدو كالولو على موقع عالم كرة القدم.نت (الإنجليزية)
- ألدو كالولو على موقع AS.com (الإسبانية)